# 天藍箭毒蛙
天藍箭毒蛙（学名：Cryptophyllobates azureiventris）是南美洲安地斯山脈以南特有的一種箭毒蛙。牠們是隱葉毒蛙屬下的唯一物種，但最近有建議將這屬與Hyloxalus屬合併。

## 特徵
天藍箭毒蛙的背部兩側有一道斑紋，由背部一直延伸至末後。雖然牠們被認為是怖毒蛙屬的近親，但從其蝌蚪的研究發現較為接近箭毒蛙屬。

## 外部連結
- Amphibian Species of the World - Cryptophyllobates azureiventris (Kneller and Henle, 1985)